# Миусово
Миусово — село в Даниловском районе Волгоградской области. Административный центр Миусовского сельского поселения.
Население — 187 (2010)

## История
Основан как владельческий посёлок Миусков. Посёлок относился к Усть-Медведицкому округу Земли Войска Донского (с 1870 — Область Войска Донского). В 1859 году в посёлке проживало 181 душа мужского и 178 женского пола. После отмены крепостного права включён в состав Даниловской волости. Большая часть населения посёлка была неграмотной. Согласно переписи населения 1897 года в посёлке проживало 300 мужчин и 330 женщин, из них грамотных: мужчин — 62, женщин — 1.
Согласно алфавитному списку населённых мест Области Войска Донского 1915 года в посёлке Миусовском имелось сельское правление, земельный надел составлял 754 десятины, проживало 427 мужчины и 434 женщины.
С 1928 года — в составе Даниловского района Камышинского округа (упразднён в 1930 году) Нижне-Волжского края (с 1934 года — Сталинградского края, с 1936 года — Сталинградской области, с 1961 года — Волгоградской области).
В 1963 году Миусовский сельсовет передан в состав Котовского района, в 1964 году передан в сосав Руднянского района В 1966 году передан  в состав Даниловского района.

## Общая физико-географическая характеристика
Село находится в степной местности, в пределах возвышенности Медведицкие яры, на реке Большая Рысь (правый приток реки Медведицы). В районе Миусово река протекает в достаточно глубокой долине. В районе села имеется несколько оврагов. Высота центра населённого пункта около 120 метров над уровнем моря. Почвы — чернозёмы южные.
К селу имеется подъезд от автодороги Даниловка — Профсоюзник (1,6 км). По автомобильным дорогам расстояние до районного центра рабочего посёлка Даниловка — 11 км, до областного центра города Волгоград — 250 км.
Климат
Климат умеренный континентальный (согласно классификации климатов Кёппена — Dfa). Многолетняя норма осадков — 429 мм. Наибольшее количество осадков выпадает в июне — 50 мм, наименьшее в марте — 22 мм. Среднегодовая температура положительная и составляет + 6,6 °С, средняя температура самого холодного месяца января −9,5 °С, самого жаркого месяца июля +22,1 °С.
Часовой пояс
Миусово, как и вся Волгоградская область, находится в часовой зоне МСК (московское время). Смещение применяемого времени относительно UTC составляет +3:00.

## Население
Динамика численности населения по годам:
| 1859 | 1873 | 1897 | 1915 | 1987 | 2002 |
| ---- | ---- | ---- | ---- | ---- | ---- |
| 359  | 444  | 660  | 861  | ≈240 | 240  |

| 2010 |
| ---- |
| 187  |